# مسبار النانو (جهاز)

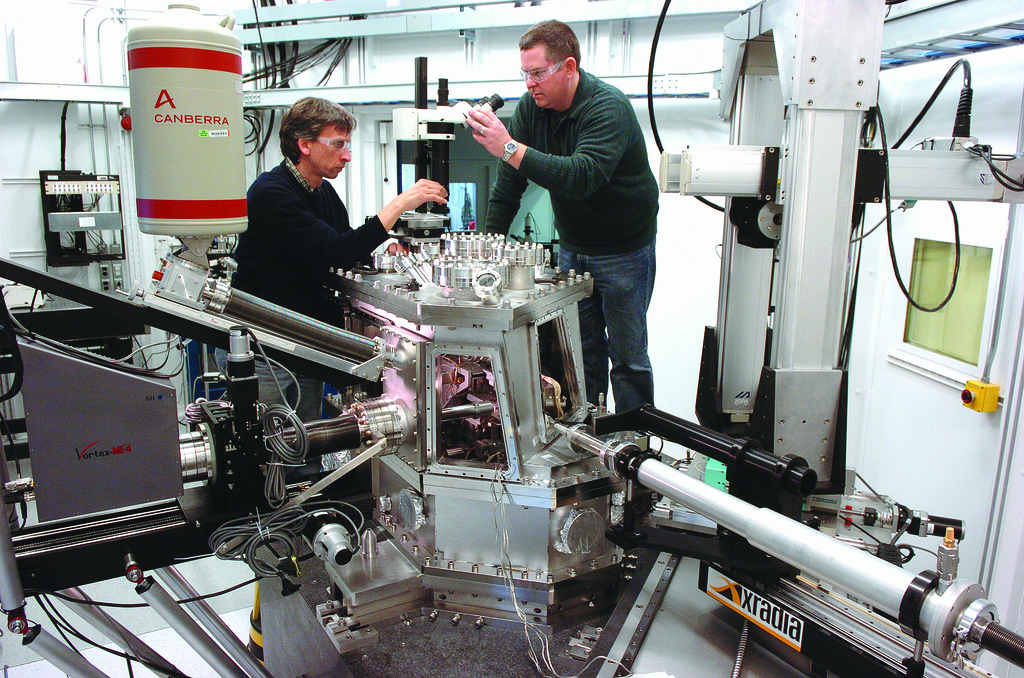

للتعرف على آلة المرصد (بالإنجليزية: Borg) في أفلام الخيال العلمي كما هو الحال في عالم ستار وار حرب النجوم، اطلع على مسبار النانو (حرب النجوم) (بالإنجليزية: Nanoprobe (Star Trek)).
يمثل مسبار (مرصد أو مجس) النانو (بالإنجليزية: nanoprobe) كما هو موجود في الواقع جهازاً بصرياً. حيث أنه تم تطويره بواسطة استدقاق أو غزل أليافٍ بصريةٍ إلى رأسٍ أو tip ذات قياسٍ يُقَدَرُ بنحو 100 نانومتر أو ما يعادل 1000 أنغستروماً في العرض. كما أن طبقة تغليف رقيقةً جداً من جسيمات الفضة النانوية تساعد على دعم وتعزيز تأثير تبعثر رامان (بالإنجليزية: Raman scattering) للضوء. (حيث يُشار إلى ظاهرة انعكاس الضوء لجسمٍ ما عندما يضيء بواسطة ضوء الليزر بأنها ظاهرة تبعثر رامان.) ويسفر الضوء المنعكس عن طاقات تذبذبٍ فريدةٍ لكل جسمٍ (العينات في هذه القضية)، والتي يمكن تمييزها وتحديدها كذلك. وتوفر جزيئات الفضة النانوية في هذا الأسلوب تذبذباتٍ سريعةٍ للإلكترونات، مضافةً إلى طاقات التذبذب، ومن ثم، زيادة وتعزيز تأثير تبعثر رامان – والوعروف بصورةٍ شائعةٍ على أنه مطياف رامان السطحي المحسن (SERS). وتنتج مسابير أو مجسات النانو SERS تلك مجالاتٍ كهرومغناطيسيةٍ أعلى، مما يُمَكِّن خروج إشاراتٍ أعلى – مؤدياً بذلك وبصورةٍ حتميةٍ إلى استكشافٍ وتحليلٍ دقيقٍ للعينات.

## وصلات خارجية
- frost.com نسخة محفوظة 26 يوليو 2011 على موقع واي باك مشين.